# Biotopo Lomasona
Il Biotopo Lomasona è un'area naturale protetta del Trentino-Alto Adige istituita nel 1987.
Occupa una superficie di 25,96 ha in Val Lomasona nella Provincia autonoma di Trento.